# Charitum Montes
Die Charitum-Berge (Charitum Montes) verlaufen parallel zum südlichen Rand des Argyre-Einschlagsbeckens durch das Marshochland. Sie haben eine Länge von etwa 934 km.